# Робин Шу
Шу Уан Пор (на китайски: 仇雲波) (роден на 17 юли 1960 г.), познат като Робин Шу, е американски актьор и майстор на бойни изкуства.
Най-известен е с ролите си на Лю Канг и Гобей съответно във филмите „Смъртоносна битка“ от 1995 г. и „Нинджа от Бевърли Хилс“ от 1997 г.

## Избрана филмография
- Нинджа от Бевърли Хилс (1987)
- Смъртоносна битка (1995)
- Смъртоносна битка 2: изтребление (1997)
- Смъртоносна надпревара (2008)
- Смъртоносна надпревара 2 (2010)
- Смъртоносна надпревара 3: инферно (2013)